# Wonder (singolo Shawn Mendes)
Wonder è un singolo del cantante canadese Shawn Mendes, pubblicato il 2 ottobre 2020 come primo estratto dal quarto album in studio omonimo.

## Video musicale
Il video musicale, reso disponibile in concomitanza con l'uscita del brano, è stato diretto da Matty Peacock.

## Tracce
Testi e musiche di Shawn Mendes, Nate Mercereau, Scott Harris e Thomas Hull.
1. Wonder – 2:52

## Formazione
Musicisti
- Shawn Mendes – voce, pianoforte, sintetizzatore
- Clydene Jackson – cori
- Edie Lehmann Boddicker – cori, arrangiamento corale
- Jarrett Johnson – cori
- Nayanna Holley – cori
- Toni Scruggs – cori
- Kid Harpoon – batteria, chitarra, programmazione, sintetizzatore
- Nate Mercereau – batteria, chitarra, corno

Produzione
- Shawn Mendes – produzione
- Kid Harpoon – produzione
- Nate Mercereau – produzione
- Scott Harris – produzione aggiuntiva
- Michael Lehmann Boddicker – ingegneria del suono
- George Seara – registrazione
- Jeremy Hatcher – registrazione
- Kaushlesh "Garry" Purohit – assistenza alla registrazione
- Mark "Spike" Stent – missaggio

## Classifiche

### Classifiche settimanali
| Classifica (2020) | Posizione massima |
| ----------------- | ----------------- |
| Argentina         | 70                |
| Australia         | 13                |
| Austria           | 22                |
| Belgio (Fiandre)  | 14                |
| Belgio (Vallonia) | 15                |
| Canada            | 4                 |
| Croazia           | 6                 |
| Danimarca         | 28                |
| Francia           | 200               |
| Germania          | 47                |
| Grecia            | 22                |
| Irlanda           | 15                |
| Islanda           | 34                |
| Italia            | 86                |
| Lituania          | 17                |
| Norvegia          | 16                |
| Nuova Zelanda     | 19                |
| Paesi Bassi       | 20                |
| Portogallo        | 30                |
| Regno Unito       | 20                |
| Repubblica Ceca   | 17                |
| Singapore         | 9                 |
| Slovacchia        | 37                |
| Slovenia          | 29                |
| Spagna            | 84                |
| Stati Uniti       | 18                |
| Svezia            | 22                |
| Svizzera          | 19                |
| Ungheria          | 9                 |

### Classifiche di fine anno
| Classifica (2020) | Posizione |
| ----------------- | --------- |
| Ungheria          | 80        |
| Classifica (2021) | Posizione |
| Belgio (Fiandre)  | 92        |
| Canada            | 64        |